# Samuel Görner

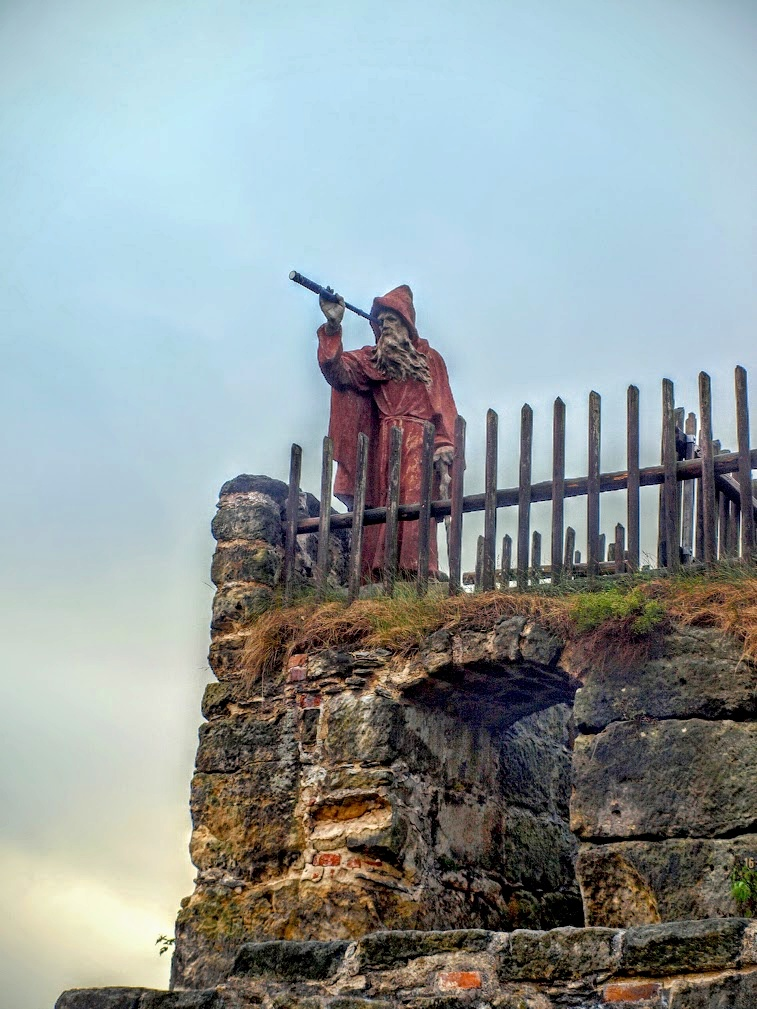
Socha Samuela Görnera na vyhlídce skalního hradu Sloup

Fr. Samuel Görner (asi 1. polovina 18. století Sloup v Čechách – 1772) byl v 18. století zbožný poustevník, známý ze zpodobnění (socha s dalekohledem) na vrcholu skalního hradu Sloup a ze svého působení v nedaleké Samuelově jeskyni nad obcí Sloup v Čechách na Českolipsku.

## Životopis

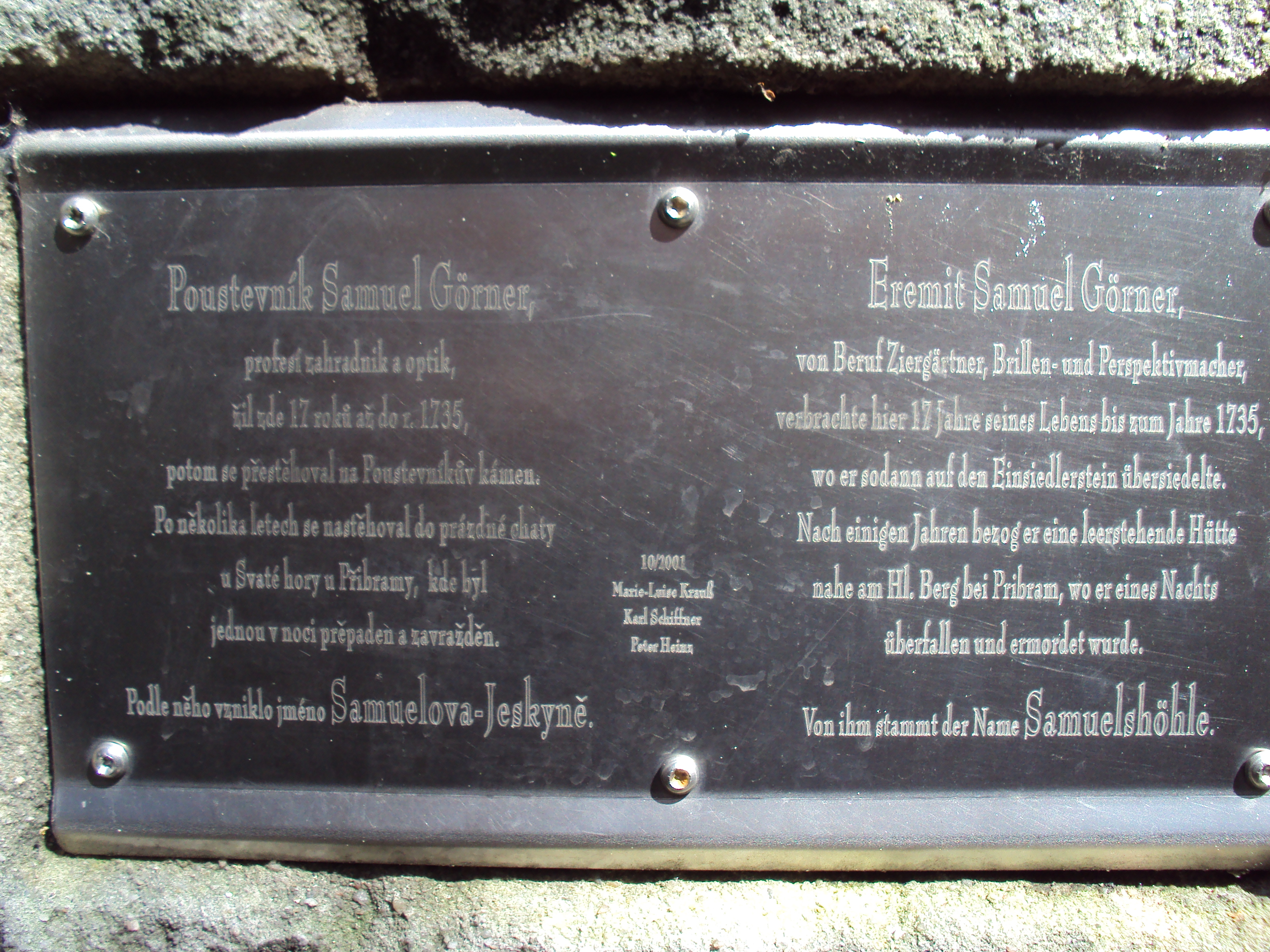
Pamětní deska v Samuelově jeskyni

Narodil se ve Sloupu v Čechách, ve stavení čp. 118 poblíž sloupského dolního mlýna do rodiny optika Georga Görnera. Samuel se vyučil zahradníkem. Nad obcí si vybudoval, či spíše nechal vybudovat jeskyni, dnes po něm pojmenovanou Samuelova jeskyně. Zde se 17 let při svém poustevnickém životě věnoval výrobě optických pomůcek.
Dne 27. dubna 1735 se odstěhoval do opuštěné poustevny dole v obci na skále, nazývané kdysi Poustevnickou, dnes známou jako skalní hrad Sloup. Zde zůstal poustevníkem sedm let, věnoval se i nadále optice a na zahrádkách uplatnil i své znalosti vyučeného zahradníka. V roce 1742 odtud odešel do Prahy z obavy, že bude pruskými úřady odveden k vojsku, už proto, že byl statné postavy. V Praze tento zbožný muž vstoupil do kláštera františkánů u Panny Marie Sněžné.
Kolem roku 1756 vykonal pouť do Říma, nevrátil se však do Prahy, ale usídlil se roku 1760 v poustevně u Skalického vrchu (poblíž obce Skalice u České Lípy). Snad zemřel zde, či podle jiných pramenů se nakonec dostal do poustevny na Svaté Hoře u Příbrami, kde byl zavražděn.

## Příbuzní
Ze Sloupu byl i Anton Görner působící ve službách hraběte Kinského, pro něhož studoval výrobu zrcadel v Norimberku a pak ji pomáhal zavést v Kinského zrcadlárně ve Sloupu. Za odměnu byl zproštěn z roboty a poddanství.
Dalším známým Görnerem byl Franz, který byl též sloupským optikem a zemřel zde roku 1890.